# Ilse Hamel
Ilse Hamel (* 19. Februar 1874 in Hildesheim; † November 1943 in Berlin; eigentlich Margarete Hamel, geb. Schubert) war eine deutsche Journalistin, Schriftstellerin und NS-Funktionärin. Ein weiteres Pseudonym ist Ilse Waltraun.

## Leben
Ilse Schubert wuchs in Hamburg auf. 1893 machte sie das Lehrerinnenexamen für höhere Mädchenschulen. Sie heiratete 1895 den Kaufmann Werner Hamel und lebte von da an in Berlin. Schon vor dem Ersten Weltkrieg war sie in der Jugendbewegung aktiv. Später leitete sie die Presseabteilung des Jungdeutschland-Bundes und war Herausgeberin der Zeitschriften „Deutsche Frauenwarte“ und „Die deutsche Frau“. In der Weimarer Zeit stand sie der Deutschnationalen Volkspartei nahe.
Hamel veröffentlichte zahlreiche Zeitungs- und Zeitschriftenartikel, Gedichte und Kurzgeschichten in konservativ-nationalistischer Grundhaltung zu überwiegend politischen Themen und Frauenfragen. So propagierte sie beispielsweise schon in den 1920er Jahren die biologische Aufnordung des deutschen Volkes und die von ihr als „urgermanisch“ bezeichnete Unterordnung unter einen starken Führer. Im Oktober 1933 gehörte sie mit acht weiteren Frauen zu den 88 Schriftstellerinnen und Schriftstellern, die das Gelöbnis treuester Gefolgschaft für Adolf Hitler unterzeichneten. Ab 1934 war sie Leiterin („Kreiswalterin“) der Abteilung „Volkskunst und bodenständige Heimarbeit“ in der NS-Frauenschaft. 1935 wurde sie Beauftragte für Frauenfragen in der Reichsschrifttumskammer. 1941 gründete sie die Bettina-von-Arnim-Gesellschaft (nicht identisch mit der heutigen Bettina-von-Arnim-Gesellschaft) als Frauen-Literaturvereinigung „in völkischem Sinne“. 1943 starb sie an den Folgen eines Schlaganfalls.

## Werke (Auswahl)
- Das Kaiserlied. o. O. 1915
- Vom Sturm umtost. Kriegsgedichte einer deutschen Frau. Berlin: E. Bloch o. J. [1915]
- Danken und Dienen. Gedichte aus schwerer deutscher Zeit. Berlin: E. Bloch 1916
- Deutschen Dichtung in Deutschlands Kriegen. Berlin: E. Bloch 1916